# Roger Deakins
Roger Alexander Deakins (Torquay, 24 de mayo de 1949) es un director de fotografía británico conocido por su trabajo en las películas de los hermanos Coen, Sam Mendes y Denis Villeneuve. Ha ganado cinco premios BAFTA a la mejor fotografía y ha recibido quince candidaturas al Oscar a la mejor fotografía, de las que ha ganado dos. Entre sus trabajos más notables se incluyen The Shawshank Redemption, Fargo, The Man Who Wasn't There, A Beautiful Mind, The Village, No Country for Old Men, Skyfall, Prisoners, Sicario y Blade Runner 2049, por la cual ganó su primer premio Óscar.

## Primeros años
Deakins nació y creció en Torquay, en el condado inglés de Devon, Inglaterra, hijo de Josephine (de soltera: Messum), una actriz, y William Albert Deakins, un constructor. Asistió a la Torquay Boys' Grammar School. De adolescente, pasaba la mayor parte de su tiempo, dentro y fuera de la escuela, centrándose en su mayor interés: la pintura. Varios años después, ingresó a la escuela de arte y diseño de la ciudad de Bath, donde estudió diseño gráfico. Mientras estudiaba en Bath, descubrió su atracción por la fotografía y posteriormente se matriculó en la Escuela Nacional de Cine y Televisión. Tras graduarse, pasó siete años viajando alrededor del mundo realizando documentales.

## Carrera

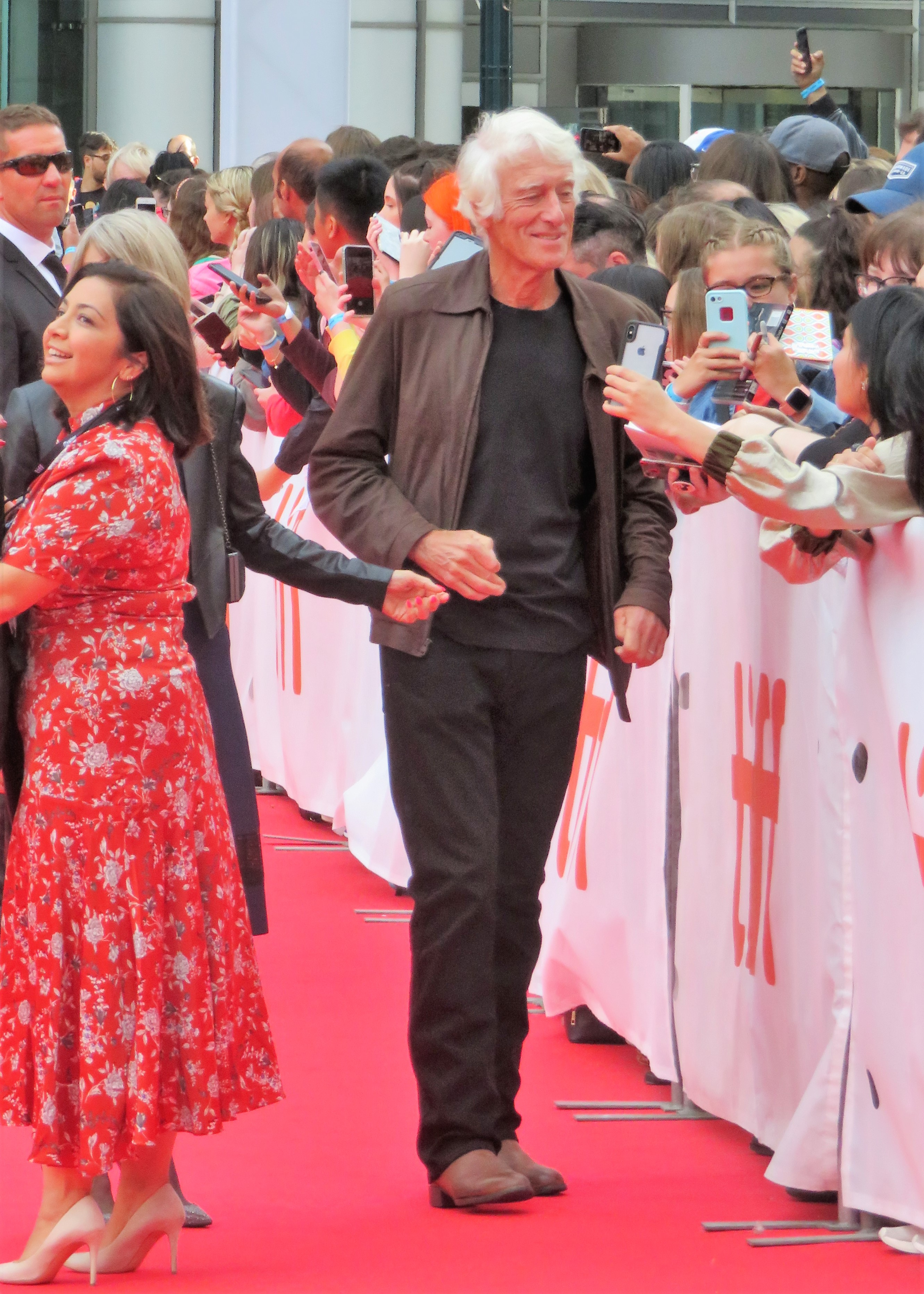
Roger Deakins en el estreno de Goldfinch, en el Festival de Toronto 2019

Su primer largometraje como director de fotografía fue 1984 (1984), dirigida por Michael Radford, basada en la novela homónima de George Orwell. Continuó trabajando en filmes independientes británicos —entre ellos Sid y Nancy (1986)— y más tarde realizó su primer trabajo en Estados Unidos, en la película Mountains of the Moon (1990). Poco después comenzó con su primera colaboración con los hermanos Coen en la película Barton Fink (1991). Desde ese momento, pasó a ser colaborador habitual de los hermanos Coen y el director de fotografía predilecto de los cineastas.
Recibió su primer mayor premio por parte la American Society of Cinematographers por su trabajo en la fotografía de The Shawshank Redemption (1994). La ASC continuó valorando su trabajo en producciones posteriores como Fargo (1996), Kundun (1997), O Brother, Where Art Thou? (2000), por las que fue nominado, y El hombre que nunca estuvo allí (2001), por la cual ganó el premio por segunda vez. Acerca de su trabajo de fotografía en blanco y negro en El hombre que nunca estuvo allí, Deakins afirmó: «Pienso que de todos los filmes en los que he trabajado, en ese filme, para mí, todo encaja como en un pequeño y complicado rompecabezas». En 2008, se transformó en el primer director de fotografía en la historia en recibir dos nominaciones de la ASC, por su trabajo en El asesinato de Jesse James por el cobarde Robert Ford y No Country for Old Men. Además recibió nominaciones para los premios Óscar por su trabajo en ambas película. Deakins fue candidato al Óscar en catorce ocasiones antes de ganar el premio a la mejor fotografía por su trabajo en Blade Runner 2049 (2017) de Denis Villeneuve.
«Intenté realizar un proyecto durante un par de meses antes de darme cuenta del error que era eso», declaró Deakins en una entrevista. «Me encanta estar en el set, pero el resto... no es para mí».

## Filmografía selecta
- Empire of Light (2022)
- 1917 (2019)
- El jilguero (2019)
- Blade Runner 2049 (2017)
- Hail, Caesar! (2016)
- Sicario (2015)
- Unbroken (2014)
- Prisoners (2013)
- Skyfall (2012)
- In Time (2011)
- Rango (2011)
- Cómo entrenar a tu dragón (2010) (asesor visual)
- True Grit (2010)
- A Serious Man (2009)
- Revolutionary Road (2008)
- La duda (2008)
- The Reader (2008)
- No Country for Old Men (2007)
- El asesinato de Jesse James por el cobarde Robert Ford (2007)
- In the Valley of Elah (2007)
- Jarhead (2005)
- The Village (2004)
- The Ladykillers (2004)
- House of Sand and Fog (2003)
- Intolerable Cruelty (2003)
- El hombre que nunca estuvo allí (2001)
- A Beautiful Mind (2001)
- O Brother, Where Art Thou? (2000)
- El gran Lebowski (1998)
- Kundun (1997)
- Fargo (1996)
- Dead Man Walking (1995)
- The Shawshank Redemption (1994)
- The Hudsucker Proxy (1994)
- Barton Fink (1991)
- Mountains of the Moon (1990)
- Air America (1990)
- Lunes tormentoso (1988)
- Personal Services (1987)
- Sid and Nancy (1986)
- Defence of the Realm (1985)
- 1984 (1984)

## Premios y nominaciones
| Premios Óscar | Premios Óscar    | Premios Óscar                                          | Premios Óscar | Premios Óscar |
| Año           | Categoría        | Trabajo nominado                                       | Resultado     |               |
| ------------- | ---------------- | ------------------------------------------------------ | ------------- | ------------- |
| 1995          | Mejor fotografía | The Shawshank Redemption                               | Nominado      |               |
| 1997          | Mejor fotografía | Fargo                                                  | Nominado      |               |
| 1998          | Mejor fotografía | Kundun                                                 | Nominado      |               |
| 2001          | Mejor fotografía | O Brother, Where Art Thou?                             | Nominado      |               |
| 2002          | Mejor fotografía | The Man Who Wasn't There                               | Nominado      |               |
| 2008          | Mejor fotografía | El asesinato de Jesse James por el cobarde Robert Ford | Nominado      |               |
| 2008          | Mejor fotografía | No Country for Old Men                                 | Nominado      |               |
| 2009          | Mejor fotografía | The Reader                                             | Nominado      |               |
| 2011          | Mejor fotografía | True Grit                                              | Nominado      |               |
| 2013          | Mejor fotografía | Skyfall                                                | Nominado      |               |
| 2014          | Mejor fotografía | Prisoners                                              | Nominado      |               |
| 2014          | Mejor fotografía | Unbroken                                               | Nominado      |               |
| 2016          | Mejor fotografía | Sicario                                                | Nominado      |               |
| 2018          | Mejor fotografía | Blade Runner 2049                                      | Ganador       |               |
| 2020          | Mejor fotografía | 1917                                                   | Ganador       |               |
| 2023          | Mejor fotografía | Empire of Light                                        | Nominado      |               |

| Premios BAFTA | Premios BAFTA    | Premios BAFTA              | Premios BAFTA | Premios BAFTA |
| Año           | Categoría        | Trabajo nominado           | Resultado     | Ref.          |
| ------------- | ---------------- | -------------------------- | ------------- | ------------- |
| 1997          | Mejor fotografía | Fargo                      | Nominado      | [ 19 ]        |
| 2001          | Mejor fotografía | O Brother, Where Art Thou? | Nominado      | [ 19 ]        |
| 2002          | Mejor fotografía | The Man Who Wasn't There   | Ganador       | [ 19 ]        |
| 2008          | Mejor fotografía | No Country for Old Men     | Ganador       | [ 19 ]        |
| 2009          | Mejor fotografía | The Reader                 | Nominado      | [ 19 ]        |
| 2011          | Mejor fotografía | True Grit                  | Ganador       | [ 19 ]        |
| 2013          | Mejor fotografía | Skyfall                    | Nominado      | [ 19 ]        |
| 2016          | Mejor fotografía | Sicario                    | Nominado      | [ 19 ]        |
| 2018          | Mejor fotografía | Blade Runner 2049          | Ganador       | [ 19 ]        |
| 2020          | Mejor fotografía | 1917                       | Ganador       | [ 19 ]        |